# Energie Samen
Energie Samen is de landelijke koepel van lokale duurzame energie-initiatieven in Nederland. De organisatie streeft naar de versterking van de positie van lokale duurzame energie en een grotere burgerbetrokkenheid bij de overgang naar een duurzaam energiesysteem. Energie Samen behartigt de belangen van de lokale organisaties voor de coöperatieve en particuliere duurzame energie-opwekking in Nederland.
Energie Samen is in 2018 opgericht als een fusie van vier organisaties:
- ODE Decentraal: dit was de oudste Nederlandse over het hele land opererende vereniging (1979) die duurzame energie stimuleerde.
- REScoopNL: coöperatie van duurzame energiecoöperaties.
- PAWEX: de grootste belangenbehartiger voor Particuliere Windturbine Exploitanten.
- Econobis: informatieverwerking en administratie van energiecoöperaties.

Daarnaast werkt Hoom, landelijke coöperatie met betrekking tot bewonersinitiatieven, nauw samen.
Energie Samen heeft in 2020 in totaal 843 leden en vertegenwoordigt direct of indirect via regionale koepels 265 energiecoöperaties en 440 particuliere windturbine-exploitanten en daarmee het grootste deel van de coöperatieve en particuliere energie-opwekking in Nederland.
Naast het verstrekken van diensten aan lokale energie-coöperaties zoals Buurtwarmte, Zon op Nederland en Econobis, vertegenwoordigt Energie Samen de aangesloten organisaties bij overheden, toezichthouders en netbeheerders. Samen met de Natuur- en Milieufederaties, LSA bewoners, Buurkracht, Energieloketten en ondersteund door HierOpgewekt, vormt zij de ParticipatieCoalitie die in het landelijke klimaatakkoord wordt vermeld. Deze ParticipatieCoalitie is ontstaan aan de klimaattafels die vooraf gingen aan het sluiten van het klimaatakkoord in 2019 en creëert overal in Nederland een organisatiestructuur om bewonersparticipatie en lokaal eigendom te stimuleren. Een van de doelen van deze coalitie is dat energie-opwekking minimaal 50% eigendom is van burgers waarbij de opbrengsten worden aangewend voor de lokale omgeving.